# Nidularium marigoi
Nidularium marigoi är en gräsväxtart som beskrevs av Elton Martinez Carvalho Leme. Nidularium marigoi ingår i släktet Nidularium och familjen Bromeliaceae. Inga underarter finns listade i Catalogue of Life.